# Salernitana Calcio 1919
Az Unione Sportiva Salernitana 1919, vagy egyszerűen csak Salernitana olasz labdarúgócsapat a campaniai Salerno városában. A 2020-21-es szezonban a Serie B-ben a második helyen végzett, így az 1998–99-es szezon után újra a Serie A-ban szerepelhet a 2021-22-es szezonban.

## Története
A klub a megszűnt Salernitana Calcio 1919 jogutódja, de a szintén megszűnt Salerno Calcio sikereit is viszi tovább, a 2011–12-es szezonban indultak újra a ötödosztályból a kilencedosztály között az Olasz labdarúgó-szövetség 52. NOIF-cikkelyének köszönhetően.
A Salerno Calcio hamar feljutott a negyedosztályba, ahol Salernitana 1919 néven játszottak. Nemsokára a harmadosztály következett. A 2014-15-ös idényben megnyerték a harmadosztály küzdelmeit, majd a következő szezonban, már a másodosztályban szerepeltek. A 2020-2021-es szezonban a Serie B-ben a második helyen végeztek és 22 év után feljutottak az első osztályba, a Seria A-ba.

## Jelenlegi játékosok
2022. január 26-i állapotnak megfelelően.
| #  |     | Poszt | Név                                                    |
| -- | --- | ----- | ------------------------------------------------------ |
| 1  | ITA | K     | Vincenzo Fiorillo                                      |
| 2  | SEN | KP    | Mamadou Coulibaly (kölcsönben az Udinese csapatától)   |
| 3  | ITA | V     | Matteo Ruggeri (kölcsönben az Atalanta csapatától)     |
| 4  | POL | V     | Paweł Jaroszyński (kölcsönben a Genoa csapatától)      |
| 5  | ALB | V     | Freddie Veseli                                         |
| 6  | NOR | V     | Stefan Strandberg                                      |
| 7  | FRA | KP    | Franck Ribéry                                          |
| 8  | ITA | KP    | Andrea Schiavone                                       |
| 9  | ITA | CS    | Federico Bonazzoli (kölcsönben a Sampdoria csapatától) |
| 11 | BIH | CS    | Milan Đurić                                            |
| 12 | ITA | K     | Antonio Russo                                          |
| 14 | ITA | KP    | Francesco Di Tacchio                                   |
| 15 | CIV | KP    | Cedric Gondo                                           |
| 18 | MLI | KP    | Lassana Coulibaly                                      |

| #  |     | Poszt | Név                                                     |
| -- | --- | ----- | ------------------------------------------------------- |
| 19 | ITA | V     | Luca Ranieri (kölcsönben a Fiorentina csapatától)       |
| 20 | CYP | KP    | Grigórisz Kásztanosz (kölcsönben a Juventus csapatától) |
| 21 | ITA | V     | Nadir Zortea (kölcsönben az Atalanta csapatától)        |
| 22 | NGA | KP    | Joel Obi                                                |
| 23 | SVK | V     | Gyömbér Norbert                                         |
| 24 | TUN | V     | Wajdi Kechrida                                          |
| 25 | NGA | CS    | Simy (kölcsönben a Crotone csapatától)                  |
| 26 | CRO | V     | Luka Bogdan                                             |
| 28 | ITA | KP    | Leonardo Capezzi                                        |
| 30 | ITA | V     | Pasquale Mazzocchi (kölcsönben az Venezia csapatától)   |
| 31 | SWE | V     | Riccardo Gagliolo                                       |
| 32 | ITA | KP    | Sedrick Kalombo                                         |
| 33 | ITA | V     | Filippo Delli Carri (kölcsönben a Juventus csapatától)  |
| 63 | ITA | CS    | Edoardo Vergani                                         |
| 72 | SLO | K     | Vid Belec                                               |
| 96 | ITA | K     | Guido Guerrieri                                         |
|    | ITA | K     | Luigi Sepe (kölcsönben a Parma csapatától)              |

## Eredmények
- Serie B: 1946–47, 1997–98
- Serie C / Serie C1: 1937–38, 1965–66, 2007–08, 2014–15
- Coppa Italia Lega Pro: 2013–14
- Serie C2: 2012–13
- Serie D: 2011–12